# Kaluđerica
Kaluđerica (en serbio: Калуђерица) es un barrio urbano de Belgrado, Serbia. Forma parte del municipio de Grocka. Tenía una población de 28.483 habitantes según el censo de 2022.Según algunos cálculos, en el asentamiento viven unos 50.000 habitantes. El nombre se deriva de la palabra kaluđer que significa monje (kaluđerica - lugar de un monje), aunque en serbio moderno, la palabra kaluđerica significa monja.

## Geografía
Kaluđerica es actualmente el asentamiento más occidental de la municipalidad de Grocka en Belgrado. Se encuentra a 6 kilómetros al este del centro de Belgrado y se extiende entre la carretera Smederevski put al norte y la autopista Belgrado-Niš al sur.

## Historia
Los hallazgos arqueológicos testimonian una ocupación temprana de esta área desde la época del Imperio Romano. Durante la Edad Media, Kaluđerica formaba parte de las tierras pertenecientes a monasterios, lo que influyó en su posterior urbanización y desarrollo. El antiguo pueblo de Kaluđerica surgió durante el dominio otomano de Serbia. Tras huir de los turcos, un grupo de refugiados se estableció en el fondo del valle entre dos caminos principales. También contaban con una fuente de agua mineral. El asentamiento moderno comenzó a tomar forma durante el siglo XX, particularmente después de la Segunda Guerra Mundial, cuando se intensificó la construcción de unidades residenciales e infraestructura. Hasta la década de 1950, los habitantes del pueblo se dedicaban a la agricultura y la ganadería. La mayoría de las casas se construyeron sin las debidas licencias de construcción, especialmente tras las guerras yugoslavas y la llegada de refugiados de Bosnia y Herzegovina, Croacia y Kosovo. En el discurso público, el nombre de Kaluđerica suele ir acompañado de la descripción de ser el mayor asentamiento ilegal de Europa.

## Infraestructura y servicios
Hoy en día, Kaluđerica es un asentamiento significativo con una infraestructura desarrollada, que incluye escuelas, jardines de infancia, instalaciones deportivas y centros comerciales. Kaluđerica cuenta con varias instalaciones de uso público. El Centro de salud "Kaluđerica"  proporciona atención médica a los residentes. El centro comercial "Point" es un espacio dedicado a comercio y ocio. La estación de policía opera en el asentamiento, y el edificio de la comunidad local sirve como sede administrativa para la coordinación de servicios y actividades.

## Transporte público
Las líneas de transporte público que pasan por el asentamiento son: 309 (Kaluđerica - Pijaca Zvezdara)y 313 (Leštane - Mirijevo 4).

## Deporte
Kaluđerica es sede del club de fútbol FK Kaluđerica, fundado el 20 de octubre de 1969.